# Václav Pošta
Václav Pošta (* 27. června 1949 Slaný) byl ředitel na Hlavní báňské záchranné stanici v Ostravě a Předseda představenstva OKD, HBZS, a.s.

## Životopis
Václav Pošta se narodil 27. června 1949 ve Slaném. Po skončení základní školní docházky vystudoval Střední průmyslovou školu hornickou v Kladně (Kladno), obor důlní měřičství v letech 1964–1968 a v letech 1968–1973 pokračoval ve studiu na HGF VŠB Ostrava v oboru technika požární ochrany. Po úspěšném absolvování nastoupil na tehdejší Důl Rudý říjen v Heřmanicích na odbor bezpečnosti a hygieny práce. Začal pracovat jako revírník a následně byl přeřazen do útvaru bezpečnostního technika. V roce 1978 se stal báňským záchranářem. O rok později byl ustanoven do funkce vedoucího ZBZS a asanačního úseku na Dole Rudý říjen. V letech 1982–1984 absolvoval postgraduální studium oboru hlubinného dobývání na HGF VŠB Ostrava. V dubnu 1986 nastoupil na HBZS Ostrava do funkce hlavního mechanika a následně dne 6. února 1990 byl jmenován ředitelem HBZS Ostrava. Veškeré svoje úsilí věnoval trvalému vylepšování technického vybavení a udržení vysoké akceschopnosti báňské záchranné služby. Zasloužil se o rozvoj prevence a likvidace důlních požárů s využitím plynného dusíku N2. Později stál u zrodu centrálního dusikovodu, který dosud hraje důležitou roli v protizáparové prevenci. Byl spolutvůrcem organizace báňské záchranné služby v podmínkách tržního hospodářství. 
Podporoval mezinárodní spolupráci s báňskými záchrannými službami sousedních zemí, spočívající zejména ve výměně zkušeností, zahájenou v minulosti jeho předchůdci, dále se zasloužil o to, aby HBZS Ostrava byla začleněna k plnění úkolů a povinností v rámci Integrovaného záchranného systému ČR. V roce 2001 stál u zrodu dobrovolného mezinárodního sdružení báňských záchranných služeb International Mines Rescues Body. V roce 2009 byl hlavním organizátorem 4. mezinárodní konference IMRB, která výrazně zvýšila prestiž českého báňského záchranářství ve světě. Za podporu rozvoje spolupráce byl vyznamenán nejvyššími záchranářskými vyznamenáními v Německu, Polsku a Rakousku. Václav Pošta se zasadil o vybudování Hornického muzea v Landenparku v Petřkovicích. Byla to jeho myšlenka vzdát tímto způsobem poctu báňským záchranářům, kteří zahynuli při záchranářských zásazích a přiblížit široké veřejnosti poslání báňské záchranné služby. Přínos Václava Pošty pro rozvoj báňské záchranné služby a zvýšení bezpečnosti práce v hornictví byl oceněný zlatým Záslužným křížem a resortní medailí Jiřího Agricolly. Do záchranářského důchodu odešel z funkce ředitele v polovině roku 2010, kde vykonával funkci předsedy představenstva OKD, HBZS, a.s.
Své bohaté zkušenosti využívá nadále jako předseda Štábu báňské záchranné služby České republiky.

## Dílo
- Katastrofa na sibiřském dole. In: Záchranář, 2/1998. HBZS Ostrava (Hájek, L.)
- Hasební akce na dole Libanon v JAR. In: Záchranář, 7–8/1993. HBZS Ostrava
- Útlum, to je likvidace jam. In: Záchranář, 7–8/1993. HBZS Ostrava
- 50 let zkušeností s používáním dusíku v hornictví. In: Záchranář, 2,3,4/2000. HBZS ostrava (Adamus,A.)
- Čerpadla kontra zápary. In: Záchranář, 5/1987. HBZS Ostrava (Fajkus,J.)
- RBZS Ostrava 1994. In: Záchranář, 3/1994. HBZS Ostrava
- Karviná a báňské záchranářství. In: Záchranář, 11/1994. HBZS Ostrava (Faster,P.)
- Minulost, současnost a perspektivy BZS V ČR. In: Záchranář, 8/1997. HBZS Ostrava
- K 35. jubileu. In. Záchranář, 6/1999. HBZS Ostrava
- Teplo trvale tíží. In: Záchranář, 1/2001. HBZS Ostrava. (Faster,P.)
- Prevention and Suppression of the Coal Heating with Nitrogen "90. anniversay of the Mines Rescues in Poland", Bytom 25 - 28. November 1997 (Adamus,A)
- A Review of Experience on The Use of Nitrogen in Czech Coalmines. Proceedings of the 7th US Mine Ventilation Symposium, Lexington, June 1995, pp237-241

## Ocenění
- V roce 1997 mu byl udělen Zlatý záchranářský kříž
- Byla mu udělena rezortní medaile Jiřího Agricolly